# Prix Gaston-Julia
Le prix Gaston-Julia est un prix attribué par l'École polytechnique en hommage à Gaston Julia, « fruit d'une initiative concertée de l'Industrie et de l'Université ». Selon les informations données dans La Jaune et la Rouge, revue de la communauté polytechnicienne éditée par l’AX, en mars 1962 : le 16 décembre 1961, en Sorbonne, à l’occasion du jubilé scientifique du Professeur Gaston Julia, « a été fondé un Prix portant son nom. Les fondateurs sont d'importantes industries françaises : Chambre Syndicale de la Sidérurgie Française et Comptoir des Produits Sidérurgiques, Syndicat Général de la Construction Electrique, Machines Bull, Centrale de Dynamite, Kuhlmann, Péchiney, Rhône-Poulenc, Saint-Gobain, Ugine. » Le prix est destiné à honorer chaque année, pendant quinze ans, « un Professeur de Mathématiques dont l'œuvre marque un progrès original et méritoire dans l'enseignement des Mathématiques ou dont l'action professorale se traduit depuis de nombreuses années par des succès particulièrement importants. » Le prix sera décerné pour la première fois en mai 1962, par un jury comprenant trois universitaires et trois représentants des industries fondatrices. Le Secrétariat de la fondation est fixé à la Chambre Syndicale de la Sidérurgie Française, 5 bis rue de Madrid, à Paris.

## Lauréats
- 1993 : Christophe Breuil
- 1979 : Marcel Berger
- 1976 : Gérald Tenenbaum
- 1974 : Paul Malliavin[2]
- 1972 : Michel Hervé
- 1970 : Jean-Pierre Serre
- 1967 : Henri Marvillet, et Joanny Commeau[3]
- 1966 : Jean Dieudonné[4]
- 1965 : Maurice Pelletier[5]
- 1963 : Aimé Hennequin[6]
- 1962 : Jean Favard. Mention spéciale à la mémoire de René Bastien[7].